# Pictorum aliquot celebrium Germaniae Inferioris effigies

Titelblad van Volcxken Dierckx (1572)

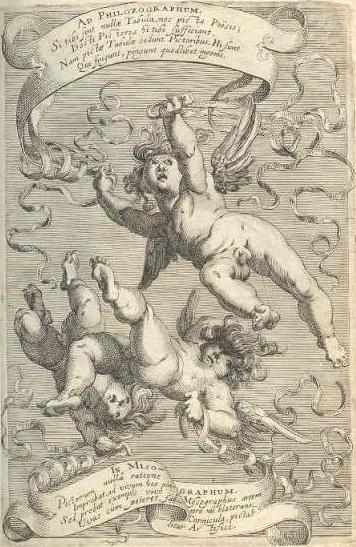
Titelblad van Hondius (1610)

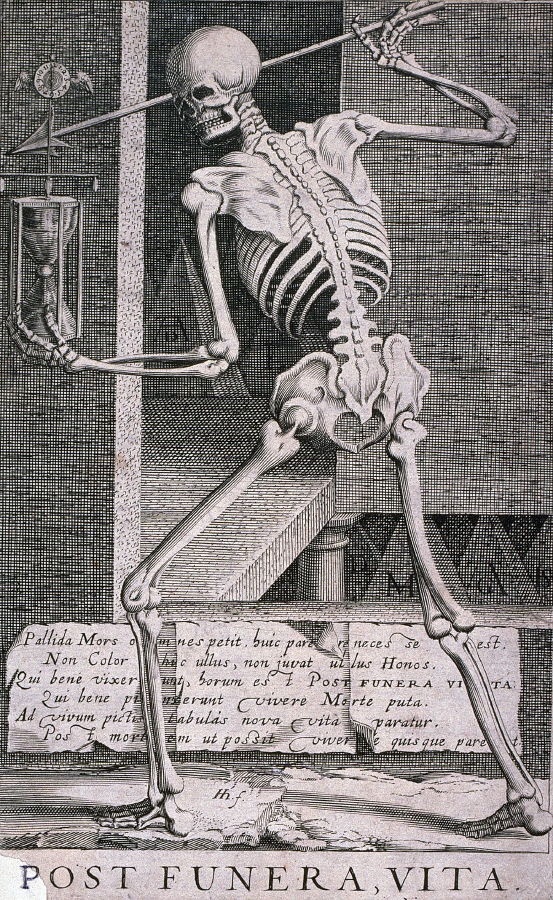
Allegorie van roem na de dood (Hondius, 1610)

Pictorum aliquot celebrium Germaniae Inferioris effigies is een portretgalerij van kunstenaars uit de Nederlanden. De titel betekent 'Gelijkenissen van enige bekende schilders uit Neder-Duitsland'. De auteur is Dominicus Lampsonius, die korte teksten aanbracht voor de eerste editie van 1572. In 1610 werd het werk sterk uitgebreid.

## Uitgaven
De eerste editie uit 1572 werd verzorgd door Volcxken Dierckx, de weduwe van Hieronymus Cock die zijn In de Vier Winden-uitgeverij voortzette. Ze verscheen in Antwerpen en beleefde minstens drie drukken. De biografische teksten in het Latijn waren afkomstig van Dominicus Lampsonius, die ook een Grieks epigram wijdde aan zijn vriend Lambert Lombard. De 23 genummerde portretten waren grotendeels gegraveerd door Jan Wierix en Cornelis Cort, met mogelijk ook een inbreng van Cock. Alleen dode schilders werden opgenomen in de reeks. Aangezien het doel erin bestond om een levensechte gelijkenis te bekomen, werden vaak zelfportretten als bronmateriaal gebruikt. Andere gingen terug op tekeningen van Albrecht Dürer.
Na de dood van Volcxken in 1601 kocht haar Antwerpse collega Theodoor Galle de koperplaten. Kort erna liet hij een eigen uitgave verschijnen, Illustrium quos Belgium habvit pictorum effigies, waarin geboorte- en sterfdata waren toegevoegd. De titelpagina was volledig nieuw. Bij de dood van zijn weduwe Catharina Moerentorf in 1636, bevonden de platen zich in de erfboedel.
In 1610 verscheen onder een licht gewijzigde titel, Pictorum aliquot celebrium praecipuae Germaniae Inferioris effigies, een sterk uitgebreide portrettengalerij (68 portretten in plaats van 23). Auteur was Hendrik Hondius. Hiervoor maakte hij nieuwe kopergravures, waarschijnlijk naar de prenten uit 1572. In de achtergrond voegde hij elementen toe die verband hielden met de afgebeelde kunstenaar. Hondius splitste zijn werk op in drie delen: het eerste deel was grotendeels gebaseerd op de eerdere galerij (enkel Hieronymus Cock vervangen door Cornelis Engebrechtsz). In het tweede deel presenteerde hij historische Noord-Nederlandse figuren onder aanvoering van Albrecht Dürer (vandaar allicht de toevoeging van 'praecipuae': hoofdzakelijk uit de Nederlanden). Het derde deel bevatte eigentijdse kunstenaars. De herwerkingen zijn toegeschreven aan vier tekenaars: Simon Frisius is te herkennen aan zijn maniërisme, Andries Jacobsz. Stock aan zijn tonaliteit, Robert de Baudous aan zijn fijne stijl en Hendrick Hondius zelf aan de combinatie van diverse technieken.
Bij Johannes Janssonius verschenen nieuwe uitgaven van Hondius' boek in 1612 en 1618. In de nog bestaande gebonden uitgaven is de volgorde van de kunstenaars haast nooit dezelfde.

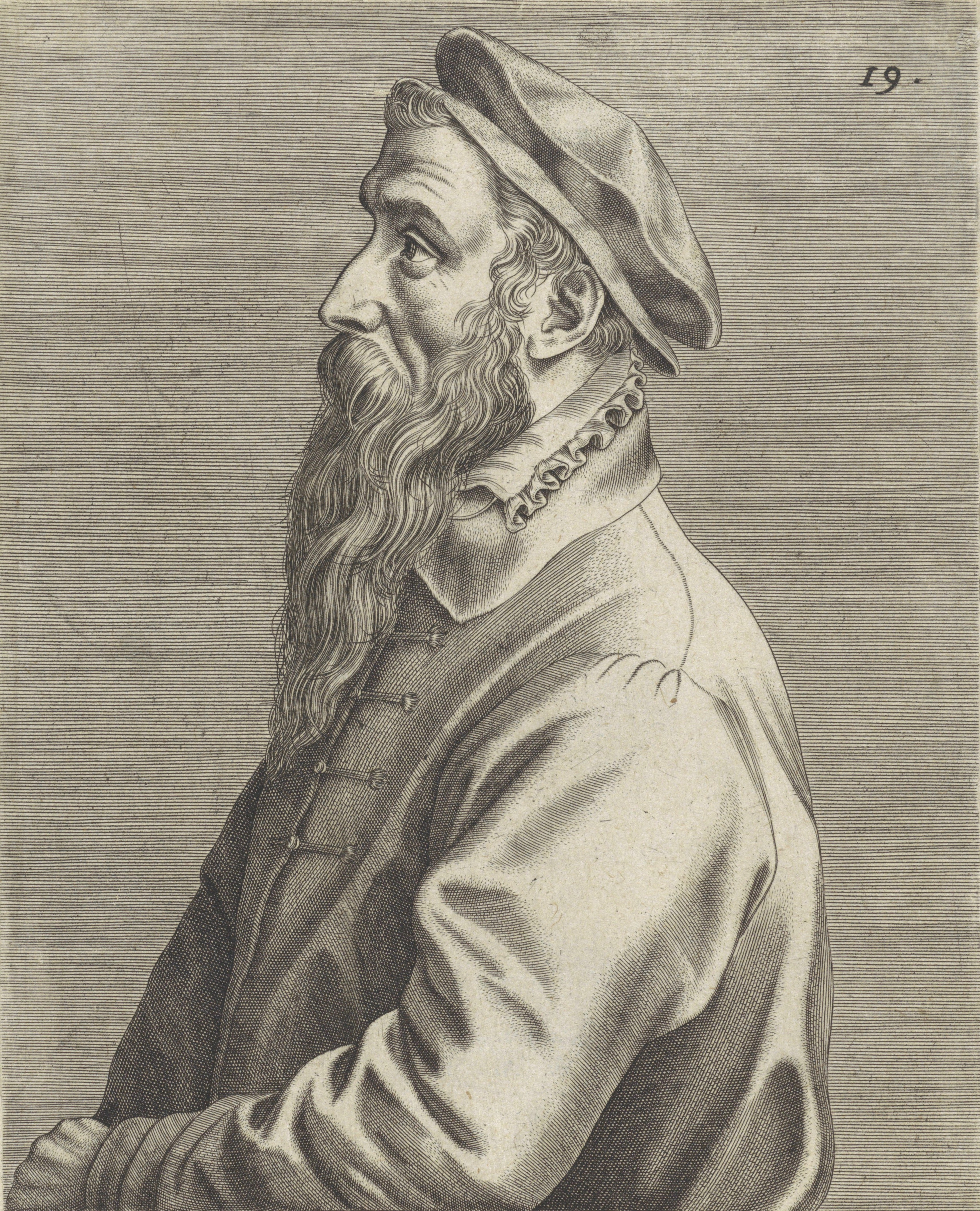
Pieter Bruegel de Oude
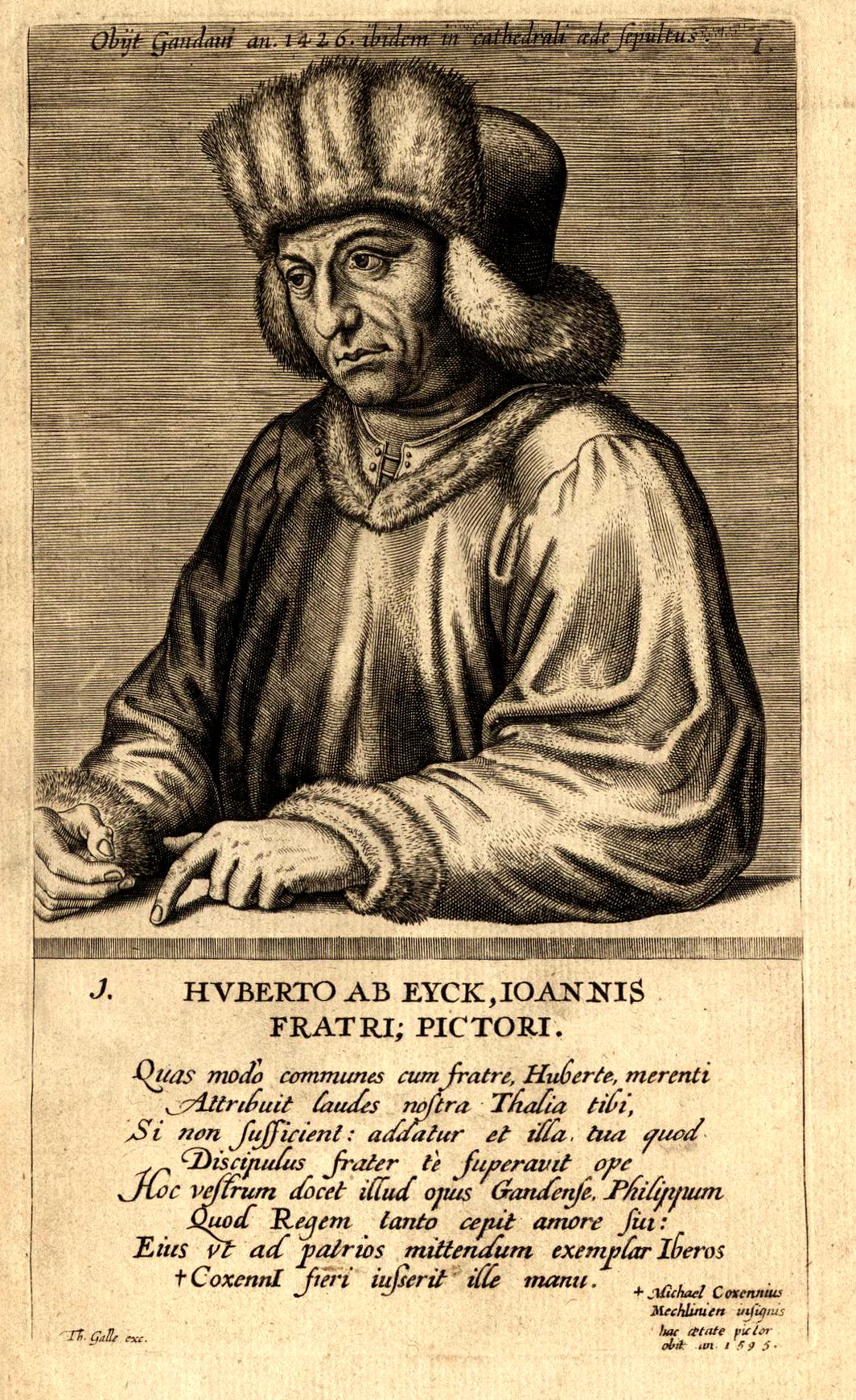
Hubert van Eyck
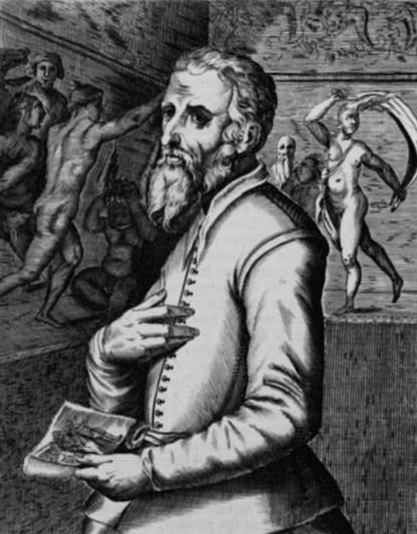
Maarten van Heemskerck
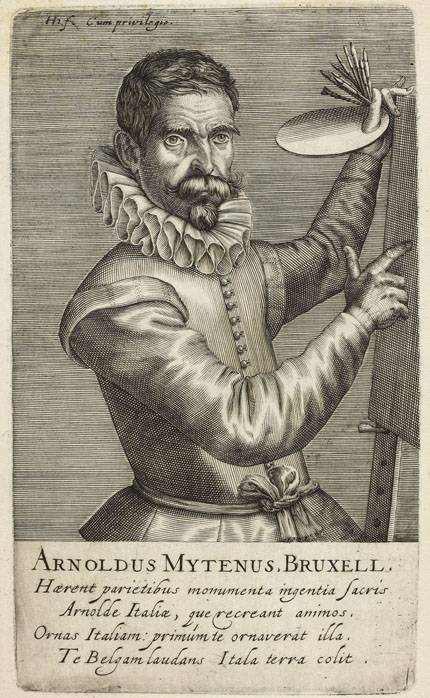
Aert Mijtens
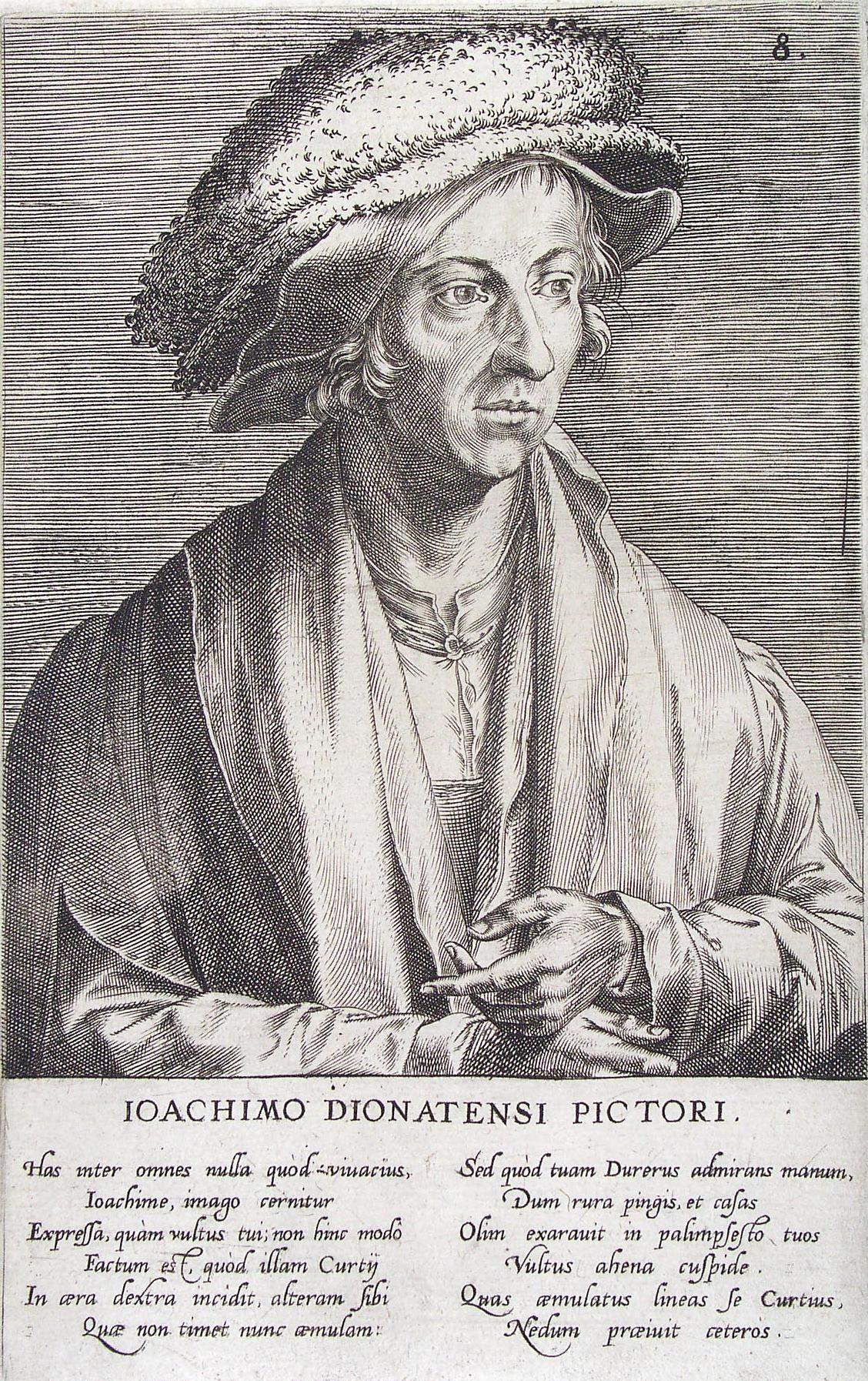
Joachim Patinir
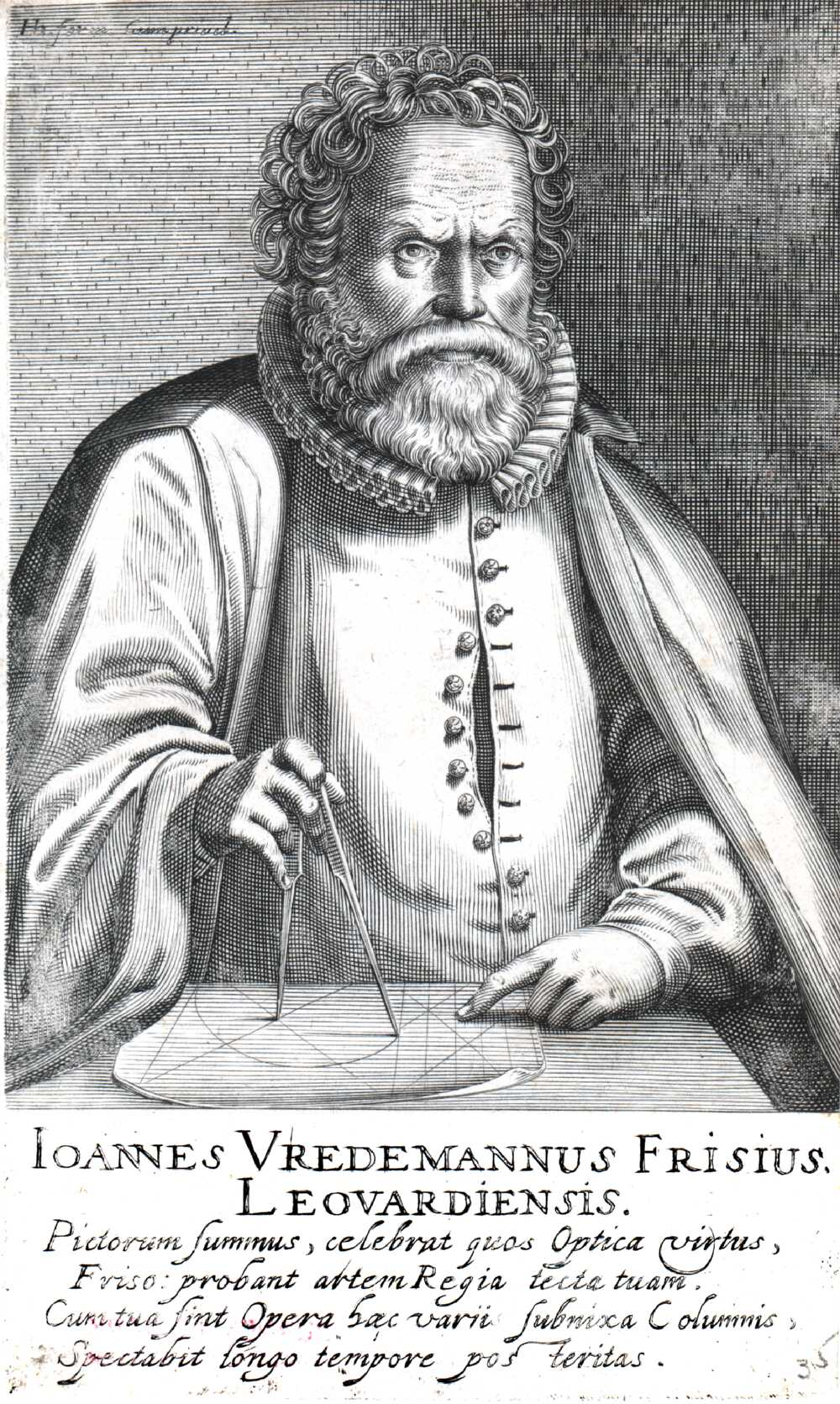
Hans Vredeman de Vries

## Opgenomen schilders

### Dierckx (1572)
| 1. Hubert van Eyck 2. Jan van Eyck 3. Jeroen Bosch 4. Rogier van der Weyden 5. Dirk Bouts 6. Bernard van Orley 7. Jan Gossaert 8. Joachim Patinir | 1. Quentin Matsys 2. Lucas van Leyden 3. Jan van Amstel 4. Joos van Cleve 5. Mathys Cock 6. Herri met de Bles 7. Jan Cornelisz Vermeyen 8. Pieter Coecke van Aelst | 1. Jan van Scorel 2. Lambert Lombard 3. Pieter Bruegel de Oude 4. Willem Key 5. Lucas Gassel 6. Frans Floris 7. Hieronymus Cock |

### Hondius (1610)
| - Hubert van Eyck - Jan van Eyck - Dirck Bouts - Hieronymus Bosch - Rogier van der Weyden - Bernaert van Orley - Joachim Patinir - Quentin Matsys - Cornelius Engebrechtsz - Jan Gossaert - Jan van Amstel - Pieter Coecke van Aelst - Jan Vermeyen - Mathys Cock - Henri met de Bles - Joos van Cleve - Jan van Scorel | - Lambert Lombard - Pieter Bruegel de Oude - Willem Key - Lucas Gassel - Frans Floris - Albrecht Dürer - Lucas van Leyden - Hans Holbein - Heinrich Aldegrever - Jacob Binck - Pieter Aertsen - Joachim Beuckelaer - Maarten van Heemskerck - Anthonie Blocklandt van Montfoort - Frans Pourbus - Hubert Goltzius - Dirck Barendsz | - Hans Bol - Anthonis Mor - Hendrick van Cleef - Christian van den Queborn - Cornelis Visscher - Crispijn van den Broeck - Joos van Winghe - Gillis Mostaert - Joris Hoefnagel - Michiel Coxcie - Aert Mijtens - Maarten de Vos - Hans Vredeman de Vries - Gillis van Coninxloo - Karel van Mander - Joannes Stradanus - Bartholomeus Spranger | - Cornelis Ketel - Hans von Aachen - Hendrick Goltzius - Hendrick Vroom - Michiel Jansz. van Mierevelt - Otto van Veen - Paul Bril - Cornelis Cornelisz. van Haarlem - Jacques de Gheyn II - Abraham Bloemaert - Gerrit Pietersz Sweelink - Joos de Momper - Floris van Dijck - Adriaen de Vries - Frans Badens - Adam Elsheimer - Isaac Oliver |

## Nederlandse vertaling
- Dominicus Lampsonius, Portretten van bekende schilders uit de Lage Landen, vertaald & toegelicht door Paul Claes en Leen Huet, 2020. ISBN 9789463105231

## Voetnoten
1. ↑  Stephanie Porras, Repeat viewing: Hendrick Hondius's Effigies, The Courtauld Institute of Art (bezocht 12 september 2015)